# Magical Chase
Magical Chase (マジカルチェイス) est un jeu vidéo de type shoot them up à défilement horizontal développé par Quest et édité par PalSoft sur PC Engine au Japon et aux États-Unis. Le jeu a été adapté sur Game Boy Color en 2000 au Japon sous le nom de Magical Chase GB.